# Revolução Corretiva na Síria de 1970

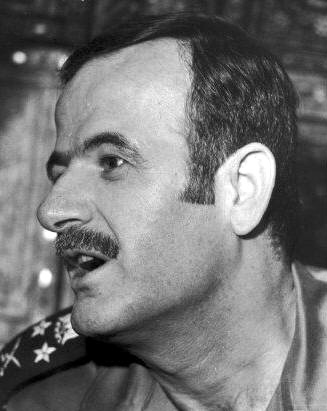
O General Hafez al-Assad em 1970, durante a Revolução Corretiva

A Revolução Corretiva na Síria de 1970, mais conhecida como o Movimento Corretivo na Síria, foi uma tomada de poder da facção pragmático-militar dentro do regime do Partido Baath na Síria em 13 de novembro de 1970, trazendo Hafez al-Assad ao poder.

## Antecedentes
A política foi interesse de Assad ao longo de sua vida. Como um estudante, ele se juntou ao partido socialista pan-árabe Baath, e passou a ser um líder estudantil. Ingressou na Força Aérea e se tornou um conspirador, tramando com um pequeno grupo de oficiais para derrubar o governo, uma tarefa realizada em 1963.
Em 1966, outro golpe militar resultou na mudança de poder interno dentro do partido Ba'ath. Independentemente a destituição em 1966 da "velha guarda", a ambição pessoal e o partidarismo sectário, bem como diferenças de ideologia levaram a lutas internas contínuas . Muitos dos membros do Comité Militar do Baath foram expulsos, restando duas facções principais – uma de Salah Jadid e outra por Hafez al-Assad.
Como um ministro da Defesa jovem e inexperiente, na guerra de 1967, Hafez al-Assad presidiu a perda das Colinas de Golã. Em 1970, ele enviou tanques para a Jordânia para ajudar os palestinos contra o rei Hussein, mas teve que bater em uma humilhante recuada quando Israel ameaçou intervir.

## Revolução de 1970
A Revolução de 1970 foi dirigida contra uma facção dominante ultra-esquerdista do partido e, em certa medida, provocada por aquilo que Assad e seus partidários viam como uma aventureira e irresponsável política externa (nomeadamente a intervenção da Síria no conflito Setembro Negro na Jordânia, depois do qual a facção palestina Organização Setembro Negro foi nomeada). Como resultado do golpe, o líder de facto Salah Jadid foi deposto e o partido foi expurgado. Esta revolução virou as estruturas sociais e políticas da Síria de cabeça para baixo. O alauítas, tribo de Assad, apesar de não serem mais de 12% da população, vieram a ocupar posições importantes em todos os setores da Síria.